# Assedio di Fort William
L'assedio di Fort William ebbe luogo nelle Highlands scozzesi tra il 20 marzo e il 3 aprile 1746 durante la seconda insurrezione giacobita del 1745.

## Antefatto
La cattura di Fort Augustus il 1 marzo lasciò Fort William come ultima posizione controllata dal governo nella Great Glen. La guarnigione contava circa 400 uomini; due compagnie di Guise, due dei Johnson e una dai Campbell della milizia di Argyll. Una posizione ben costruita e moderna, la sua forma triangolare è stata progettata per utilizzare la testa del Loch Linnhe come copertura; aveva sei cannoni da 12 libbre, otto da 6 libbre, sette pezzi più piccoli, due mortai da 13 pollici e otto coehorn, con molte munizioni. Potenza di fuoco aggiuntiva è stata fornita dallo sloop da guerra Baltimore e dal Serpent, una bombarda; questo lo riteneva un obiettivo formidabile, il suo unico punto debole era la mancanza di un approvvigionamento idrico permanente. 
Il 25 febbraio 1746, la guarnigione iniziò a demolire gli edifici nel vicino villaggio di Maryburgh per fornire un campo di fuoco libero, sebbene non potesse impedire agli assedianti di occupare le alture circostanti. La forza giacobita di Fort Augustus era composta da 150 regolari francesi sotto il comando del colonnello Stapleton, oltre a membri dei clan di Lochiel e MacDonald di Keppoch. 

## L'assedio
I giacobiti bloccarono Loch Linnhe a Corran Narrows catturando una delle navi di Baltimore e minacciare di interrompere il collegamento tra la guarnigione e il mondo esterno. Alexander Campbell ha risposto rapidamente e all'inizio del 4 marzo ha inviato tre navi con 71 uomini a Narrows da Fort William. Hanno poi sorpreso le sentinelle giacobite, uccidendo due uomini e ferendone molti altri, bruciando anche case e navi. 
La milizia di Campbell sotto Argyll distrusse proprietà e bestiame nell'area circostante, negando rifornimenti ai giacobiti ma anche facendo pressione sui membri del clan Cameron e MacDonald per difendere le loro terre. Lochiel e Keppoch scrissero al principe Carlo chiedendogli di sanzionare la coppia facendo rappresaglie contro il clan Campbell e la promessa di impiccare un Campbell per ogni casa distrutta. 

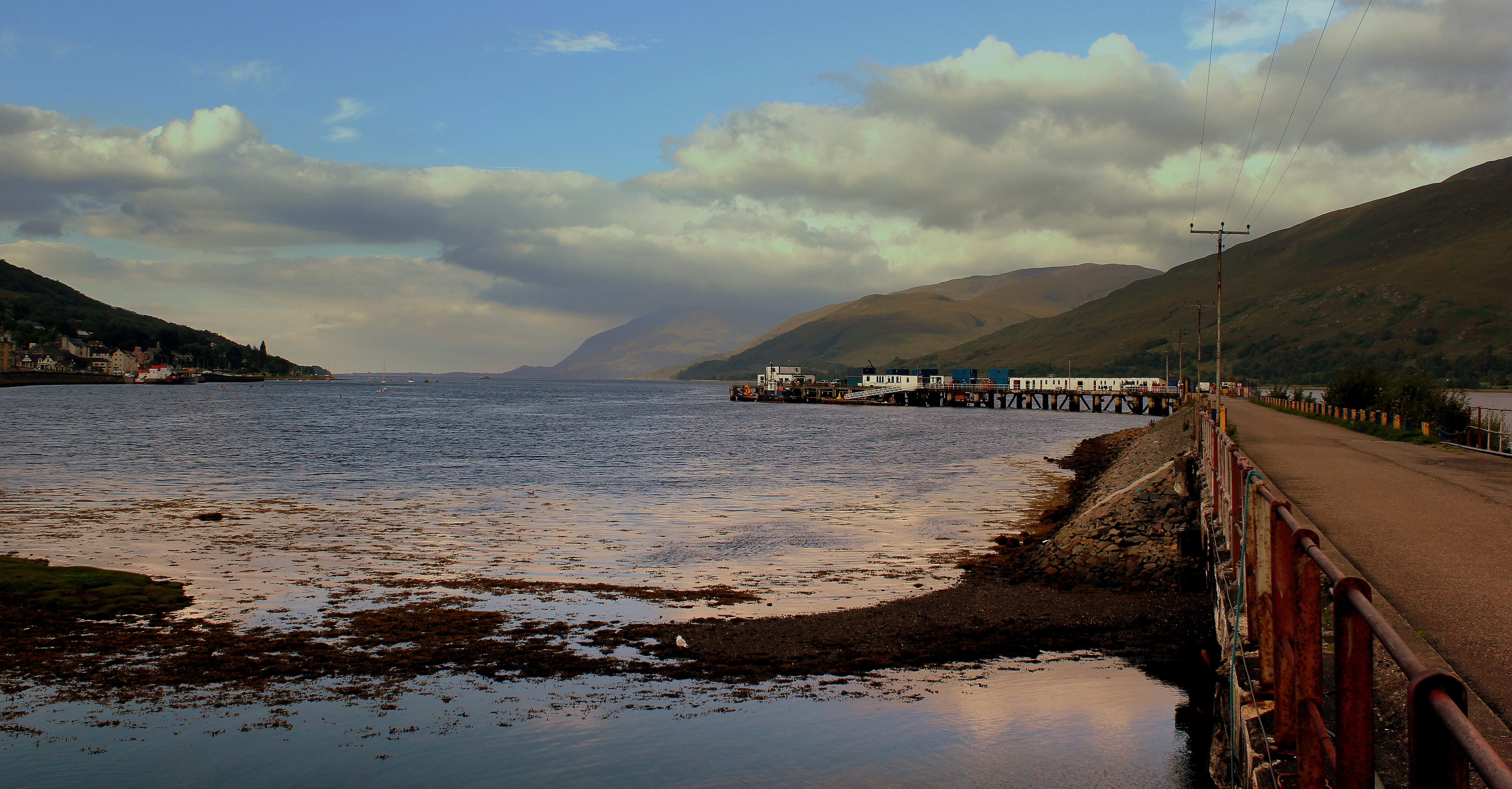
Il moderno molo di Fort William

A differenza di Fort Augustus, Fort William era in una posizione moderna e ben progettata; il controllo del mare significava che poteva essere facilmente rinforzato, mentre la Serpent e Baltimore davano alla guarnigione più potenza di fuoco degli assedianti. Stapleton lo considerava troppo forte per essere preso dai giacobiti e Cumberland apparentemente lo considerava un modo per deviare le risorse nemiche. Carlo e il suo anziano comandante scozzese Lord George Murray furono d'accordo con Stapleton ma Lochiel e Keppoch insistettero, a causa dei danni causati alle loro terre dalla guarnigione. 
Stapleton arrivò fuori dal forte l'8 marzo con i regolari francesi, seguito da Scott il 15 a bordo della Serpent. La guarnigione iniziò a sparare sui giacobiti mentre costruivano postazioni per i cannoni e un colpo ferì Grant, l'ingegnere responsabile a Fort Augustus. Fu poi sostituito da Mirabel de Gordon che la sua opera a Stirling fu considerata così incompetente tanto da considerarlo addirittura un corrotto. Gli assedianti aprirono il fuoco il 20 marzo, ma le strade dissentate e la mancanza di cavalli per trainarli fecero sì che i cannoni pesanti rimanessero a Inverness; i cannoni leggeri e i morti disponibili lasciavano un danno minimo sulle pareti della fortezza.
Nel frattempo i giacobiti stavano combattendo anche su un altro fronte e guidati da James Drummond, III duca di Perth marciarono verso Dornoch mentre il comandante avversario John Campbell, IV conte di Loudoun concluse erroneamente che i giacobiti avrebbero attaccato dall'altra parte del fiume Shin quindi avanzarono incuranti del pericolo ma all'improvviso si trovarono di fronte 500 uomini del clan Fraser di Lovat e altri 300 del clan Gregor. Questi ultimi cercarono di raggiungere il castello di Skibo per catturare Duncan Forbes Lord Culloden e Norman MacLeod; l'allarme fu lanciato ma i ribelli erano sbarcati su tre fronti quindi la seconda divisione che consisteva nel reggimento di Lochgarry e del Clanranald costrinsero il clan Mackay alleato dei governativi alla ritirata. Anche il maggiore Mackenzie del reggimento di Lord Loudoun si ritirò. La terza divisione giacobita approfittando della nebbia e composta da George Mackenzie III conte di Cromartie e di MacDonald di Barrisdale circondarono le forze nemiche rimaste quindi il maggiore Mackenzie mandò il Laird dei Mackintosh a chiedere i termini della resa. Tutti i soldati britannici vennero catturati tranne i Capitani Alexander Mackay, Sir Harry Munro VII Baronetto, il tenente John Reid e gli alfieri Alexander MacIaggan e John Grant accompagnati dal Capitano Lord Charles Gordon, il Capitano John MacLeod e il guardiamarina James Grant di Glenmoriston riuscirono a fuggire. 
Tornando a Fort William, secondo le regole di guerra allora in vigore, la guarnigione fu chiamata ad arrendersi il 22 marzo; sorprendentemente però Scott si rifiutò dicendo loro che avrebbe difeso il posto "fino all'ultimo estremo". Era ormai chiaro che le posizioni dei cannoni giacobiti a Sugar Loaf Hill e Cow Hill erano mal posizionate e una nuova postazione doveva essere costruita più in alto. Sebbene i cannoni da 6 pollici abbiano apparentemente causato qualche preoccupazione, il fuoco di controbatteria di Scott si è dimostrato efficace; le notti limpide e illuminate dalla luna impedivano ai giacobiti di avvicinarsi senza essere visti e l'unica opportunità di combattimento era quando i gruppi per il rifornimento dell'acqua lasciavano il forte. 
Il 25 marzo 1746 una nave francese chiamata Le Prince Charles ex HMS Hazard, che trasportava £ 13 000 in oro, armi e altri rifornimenti a Inverness per il leader giacobita Carlo Edoardo Stuart si imbatté nel Kyle of Tongue mentre veniva inseguita dalla fregata britannica HMS Sheerness. Durante la notte l'equipaggio e i soldati sbarcarono portando il denaro, tuttavia il giorno seguente il Capitano George Mackay, figlio del capo del clan Mackay, che sosteneva il governo britannico, li affrontò in un luogo chiamato Drum Nan Coup e dopo un breve combattimento Mackay catturò gli uomini e il denaro. 
Come a Stirling e Carlisle, gli Highlanders non erano adatte e lunghe operazioni d'assedio, mentre la Baltimore continuava a sbarcare gruppi di razziatori su e giù per il lago. La frustrazione per non essere in grado di proteggere le loro terre portò a controversie tra Cameron e MacDonald, e anche con le truppe francesi che eseguirono la maggior parte dei lavori di costruzione. Il 27 marzo, una nuova batteria di quattro cannoni da 6 libbre sopra il giardino del Governatore ha aperto il fuoco, ma la forza delle parenti esterne ha fatto si che l'attenzione si spostasse per rendere insostenibile l'interno. Il 28 l'artiglieria sul alto orientale si aprì usando colpi infuocati, insieme a una mitraglia costituita da vecchi chiodi e pezzi di ferro dentellato destinati all'interno delle travi. 
Sebbene ciò causò danni sostanziali al tetto e alle parti superiori, il forte rimase intatto. La notte del 31 marzo Scott inviò 150 uomini per distruggere la batteria giacobita; l'attacco era programmato quando la guardia veniva sollevata così da essere lasciata sola senza protezione nel momento cruciale. Gli attaccanti hanno catturato o inchiodato quattro mortai da 6 pollici insieme a tre cannoni da 4 libbre e uno da 6 libbre. Hanno poi attaccato la batteria sopra il giardino del Governatore, ma mancando l'elemento sorpresa sono stati respinti. Rinforzato da Scott il gruppo d'assalto tornò sano e salvo al forte; le vittime furono stimate in undici o dodici per parte. 
Dopo due settimane, l'assedio aveva fatto pochi progressi e con Cumberland che si preparava a lasciare Aberdeen, il principe Carlo aveva bisogno di tutti gli uomini disponibili. Ai giacobiti fu ordinato di tornare a Inverness, portandolo solo ciò che potevano facilmente trasportare; il 3 aprile, la guarnigione scoprì che se ne erano andati, lasciando dietro di sé pistole e attrezzature pesanti. 

## Conseguenze
All'indomani dell'assedio, la Baltimore e la Terror furono impiegate per intercettare le navi di rifornimento francesi e impedire ai membri dei clan nelle Highlands e nelle isole occidentali di rafforzare il principale esercito giacobita. Nella repressione che seguì Culloden, Scott condusse delle ricerche per trovare il principe Carlo guadagnandosi la reputazione di una certa brutalità; la maggior parte delle storie mancano di testimoni, ma sembra che non gli piacessero per niente gli Highlanders. Si trasferì alla Compagnia britannica delle Indie Orientali nel 1752 e morì di febbre a Calcutta, l'odierna Kolkata. 
Dopo la rivolta, furono apportate una serie di modifiche alle difese del forte, tra cui un fossato sul lato verso terra e il rafforzamento dei bastioni. Il forte fu presidiato fino al 1854, principalmente per scoraggiare i contrabbandieri, poi dismesso nel 1864 e venduto alla West Highland Railway. 